# Mangaia
Mangaia è l'isola più meridionale dell'arcipelago delle Isole Cook, localizzato 200 km a sud-est di Rarotonga.